# Załomie
Załomie – jezioro w woj. zachodniopomorskim, w powiecie wałeckim, w gminie Człopa, leżące na terenie Pojezierza Wałeckiego.

## Dane morfometryczne
Powierzchnia zwierciadła wody według różnych źródeł wynosi od 104,7 ha przez 112,5 ha do 135,89 ha.
Zwierciadło wody położone jest na wysokości 59,6–60,0 m n.p.m. lub 60,5 m n.p.m. Średnia głębokość jeziora wynosi 5,4 m, natomiast głębokość maksymalna 21,5 m.
Na podstawie badań przeprowadzonych w 1991 roku wody jeziora zaliczono do III klasy czystości.

## Hydronimia
Według urzędowego spisu opracowanego przez Komisję Nazw Miejscowości i Obiektów Fizjograficznych (KNMiOF) nazwa tego jeziora to Załomie. W różnych publikacjach i na mapach topograficznych jezioro to występuje pod nazwą Załom lub Załom Wielki.

## Rezerwat
Nad północnym brzegiem jeziora położony jest rezerwat Stary Załom.